# Gloeophyllum juniperinum
Gloeophyllum juniperinum är en svampart som först beskrevs av Teng & L. Ling, och fick sitt nu gällande namn av Teng 1963. Gloeophyllum juniperinum ingår i släktet Gloeophyllum och familjen Gloeophyllaceae.   Inga underarter finns listade i Catalogue of Life.